# Los viajes de Tuf
Los viajes de Tuf narra la historia de Haviland Tuf, un mercader de profesión que por azares de su trabajo, cambia su oficio a ingeniero ecológico, y se enfrentará con problemas ambientales en distintos planetas habitados por seres humanos.
Esta novela escrita por George R. R. Martin en distintos relatos cortos para los números revista Analog Science Fiction and Fact en torno a 1976. Fue reagrupada en una novela única en 1986 añadiendo varios capítulos para darle cohesión a la historia.